# Cơ quan Vũ trụ Liên bang Nga
Cơ quan nhà nước cho các hoạt động không gian "Roscosmos" (tiếng Nga: Государственная корпорация по космической деятельности «Роскосмос»), cũng được gọi là Roskosmos (tiếng Nga: Роскосмос), tiền thân là Cơ quan Vũ trụ Nga, rồi Cơ quan Hàng không và Vũ trụ Nga, là cơ quan chính phủ chịu trách nhiệm về chương trình khoa học vũ trụ và nghiên cứu không gian của Nga. Roskosmos toạ lạc tại một thành phố nhỏ, được gọi là 'thành phố Vũ trụ', gần Moskva.
Cơ quan Vũ trụ Nga (tiếng Nga: Российское космическое агентство, đã Latinh hoá: Rossiyskoye Kosmitcheskoye Agentstvo, hay RKA) được thành lập vào ngày 25 tháng 2 năm 1992, sau sự tan rã của Liên Xô cùng với chương trình vũ trụ Xô viết, với người đứng đầu là Yuri Koptev. Mục đích của RKA là thực hiện vai trò như cơ quan NASA của Hoa Kỳ.
Tháng 6 năm 1999, RKA được tổ chức lại, đặt lại tên là Cơ quan Hàng không và Vũ trụ Nga (tiếng Nga: Российское авиационно-космическое агентство, đã Latinh hoá: Rossiyskoye Aviatsionno-Kosmicheskoye Agentstvo, gọi tắt là Rosaviakosmos tiếng Nga: Росавиакосмос) và có thêm chức năng mới về hàng không. Yuri Koptev vẫn là người đứng đầu.
Ngày 9 tháng 3 năm 2004, trong nỗ lực sắp xếp lại một số tổ chức khi Vladimir Putin tái tranh cử chức tổng thống, Rosaviakosmos lại được tái tổ chức, với tên mới là Cơ quan Vũ trụ Liên bang (FKA). Yuri Koptev bị thay bằng Anatoly Perminov, một cựu chỉ huy của Lực lượng Vũ trụ Quân đội.
Từ những năm 2010, hàng loạt lỗi kỹ thuật đã dẫn đến sự cần thiết phải hiện đại hoá và tái cơ cấu ngành công nghiệp và không gian. Nỗ lực tái cơ cấu sau đó đã thành công trong một loạt các cải cách dự kiến cả về hình thức và nội dung. Đầu tiên là tạo ra Cơ quan Thống nhất về Tên lửa và Không gian (Объединенная ракетно-космическая корпорация, viết tắt ORKK)
Cuối cùng, ngày 28 tháng 12 năm 2015, theo sáng kiến của phó thủ tướng Dmitry Olegovich Rogozin, Cơ quan Vũ trụ Liên bang Nga được đổi thành Cơ quan nhà nước cho các hoạt động không gian "Roscosmos".

## Ngân sách
Ngân sách dành cho Cơ quan Vũ trụ Liên bang Nga Roscosmos từ 5 tỷ USD năm 2014 xuống còn 1.7 tỷ USD năm 2020 trong khi ngân sách của NASA năm 2020 lên tới 22.6 tỷ USD.

## Các dự án trong tương lai
Dmitry Rogozin, người đứng đầu tập đoàn vũ trụ Nga Roscosmos, gần đây tiết lộ rằng nước này có kế hoạch thực hiện một sứ mệnh mới của riêng họ trên sao Kim và nhiều dự án về sứ mệnh sao Kim đang nằm trong chương trình thăm dò không gian của chính phủ Nga giai đoạn 2021-2030". Tuy nhiên nhiều nhà quan sát tỏ ra nghi ngờ khi một cựu quan chức Roscosmos cho biết Nga không có bất kỳ tàu vũ trụ mới nào" còn chuyên gia không gian độc lập Vitaly Yegorov nói sứ mệnh tới sao Kim, "do sự phức tạp của nhiệm vụ, các nhà khoa học Nga thậm chí không nghĩ đến nó",
Vedomosti dẫn lời quan chức Roscosmos cho biết Nga hiện chế tạo khoảng 15 vệ tinh mỗi năm và đặt mục tiêu tới cuối năm 2025 tăng con số này lên mức từ 200-250 vệ tinh.

## Tham nhũng
Lĩnh vực vũ trụ của Nga đã bị tình trạng tham nhũng trong những năm gần đây, các công tố viên đã phát hiện một phần nhỏ trong số 1 tỷ USD gian lận liên quan đến Roscosmos và các tập đoàn quốc phòng và vũ trụ do nhà nước điều hành khác bị phát hiện chỉ trong năm 2018. Các công tố viên Nga cũng phát hiện hơn 150 triệu USD đã bị biển thủ trong quá trình xây dựng sân bay vũ trụ mới Vostochny Cosmodrome trị giá 5 tỷ USD tại vùng Viễn Đông của Nga.

## Rò rỉ công nghệ
Tháng 7 năm 2018 nhà khoa học Viktor Kudryavtsev của Roscosmos bị bắt giữ vì cáo buộc làm rò rỉ thông tin phát triển công nghệ tên lửa siêu thanh cho một thành viên của NATO năm 2013.
Kudryavtsev bị buộc tội rò rỉ bí mật tên lửa siêu thanh cho Bỉ. Ông sau đó đã được thả sau hơn một năm bị giam giữ sau khi được chẩn đoán mắc bệnh ung thư phổi giai đoạn cuối. Kudryavtsev đã giành được giải thưởng cấp nhà nước cho nghiên cứu của mình về động lực học chất khí và chất lỏng. Nhóm nhân quyền Memorial của Nga đã tuyên bố Kudryavtsev là một tù nhân chính trị. Kudryavtsev đã chết vì ung thư ở tuổi 77 năm 2021.
Một người khác là Alexei Temirev, 64 tuổi (năm 2018), bị bắt vào ngày 18 tháng 7 năm 2018 và bị quản thúc vì cáo buộc làm rò rỉ tài liệu bí mật cho Việt Nam. Tòa án ở Rostov đã kết án Tiến sĩ Khoa học Kỹ thuật Alexei Temirev ở Novocherkassk 7,5 năm tù giam vì tội phản quốc cao độ theo điều 275 của Bộ luật Hình sự. Cơ quan An ninh Liên bang FSB buộc Temirev chia sẻ thông tin về thiết bị mà anh ta đã làm việc tại phòng thiết kế cùng với nghiên cứu sinh từ Việt Nam và chuyển bí mật nhà nước cho quốc gia đó.